# Swing Life Away
Swing Life Away è un singolo dei Rise Against, il secondo estratto dal loro album Siren Song of the Counter Culture, pubblicato nel 2004.
Swing Life Away viene pubblicato nel 2005, e raggiunge la dodicesima posizione nella classifica Billboard Modern Rock Tracks. La prima versione venne pubblicata nel 2003 nell'album Punk Goes Acoustic. Nel 2004 venne definitivamente pubblicata nell'album Siren Song of the Counter Culture. Nel 2006 la canzone fu pubblicata nella raccolta 97X Green Room 2.

## Formazione
- Tim McIlrath - voce, chitarra
- Chris Chasse - chitarra, voce secondaria
- Joe Principe - basso, voce secondaria
- Brandon Barnes - batteria